# روز جشن
روز جشن (فرانسوی: Jour de fête‎) یک فیلم کمدی فرانسوی به کارگردانی و بازیگری ژاک تاتی محصول سال ۱۹۴۹ است که نخستین فیلم او در مقام کارگردان به‌شمارمی‌رود. از ویژگی‌های فیلم که در کارهای بعدی تاتی نیز دنبال شد، تکیه بر شوخی‌های بصری، جلوه‌های صوتی و پرداختن به مضمون فناوریزدگی جوامع غربی را می‌توان نام برد.